# Stern-jelentés
A Stern-jelentést 2006. október 30-án adták ki. Tony Blair brit miniszterelnök felkérésére Sir Nicholas Stern(en), a Világbank volt vezető közgazdásza, az angol kormány pénzügyi tanácsadója elemzést készített a klímaváltozásról, annak lehetséges gazdasági hatásairól. A Stern-jelentés szerint a GDP 1%-át is kiteheti a károk mérséklésének költsége, és ha ez elmarad, a legrosszabb esetben a globális GDP akár 20%-kal is csökkenhet. A Stern-jelentés az első közgazdasági szempontból megírt tanulmány a globális felmelegedésről.
700 oldalas a tanulmány, Tony Blair kormányzása legfontosabb dokumentumának nevezte az anyagot, mely nem kevesebbet állít, mint hogy a klímaváltozás a világgazdaságra leselkedő legnagyobb kockázat (nagyobb, mint a terrorizmus), ugyanakkor nagy lehetőség is. Következtetései szerint a későbbi nagy klímaváltozás megelőzésére ma megtehető költséges lépések tízszer ekkora későbbi költségeket előznek meg. Ma elegendő lenne a GDP 1-1,5 százalékát a szén-dioxid-kibocsátás csökkentésére fordítani, ezzel későbbi 10-15 százalékos veszteségek lennének kivédhetők.
| „              | Ha a káros hatások és kockázatok szélesebb körén alapuló becslést végzünk el, akkor a becsült kárérték elérheti a globális GDP 20%-át és e fölé is emelkedhet. | ” |
| – Stern Review | |   |